# Костусев, Алексей Алексеевич
Алексе́й Алексе́евич Ко́стусев (укр. Олексій Олексійович Костусєв; род. 29 июня 1954, Невельск, Сахалинская область, РСФСР, СССР) — украинский государственный и общественный деятель, депутат Верховной Рады Украины трёх созывов, доктор экономических наук, заслуженный экономист Украины. Городской голова г. Одессы с 6 ноября 2010 года по 4 ноября 2013 года.

## Биография
Родился 29 июня 1954 года в городе Невельске на Сахалине в семье морского офицера-пограничника. Детство и юность прошли в Одессе. По окончании средней школы поступил в Одесский институт народного хозяйства, который окончил с отличием в 1975 году. С 1975 по 1977 год служил в рядах вооружённых сил СССР. Уволен в запас в звании старшего сержанта. В 1977 году поступил на работу в Одесский институт инженеров морского флота, где за 15 лет прошёл путь от младшего научного сотрудника до доцента, заведующего кафедрой. Три года был командиром студенческого отряда «Гвардеец пятилетки», работавшего в заполярном порту Тикси. Отряд занял первое место во Всесоюзном социалистическом соревновании, о нём писала газета «Комсомольская правда». В 1980 году защитил кандидатскую диссертацию на тему: «Социалистический трудовой образ жизни в условиях научно-технической революции». В 1991 году стал заместителем председателя Киевского райисполкома города Одессы. В 1992 году избран председателем Одесского городского комитета приватизации. В 1993 году собрал петицию за придание русскому языку в Одессе официального статуса. Заслушав его доклад, городской совет постановил: в работе предприятий, учреждений и организаций Одессы русский язык используется наравне с украинским.

### Партийность
За время своей общественной и политической деятельности Алексей Костусев сменил несколько политических партий и объединений.
Его членство в КПСС прекратилось автоматически с запретом партии украинскими властями в августе 1991 года. Позже А. Костусев на правах беспартийного вступил в объединение «Левый Центр», собравшее под свои знамёна Социалистическую и Селянскую Партии, а также беспартийных политических деятелей.
Вступил в партию «Трудовая Украина», в которой был одним из лидеров и входил в состав политисполкома.
В 2002 году возглавил политическую партию «Союз».
В 2006 году лидер Партии регионов Виктор Янукович предложил А. Костусеву и другим руководителям партии «Союз», вступить в Партию регионов. На тот момент партия взяла курс на объединение под своими знамёнами всех антиоранжевых сил страны.
С тех пор А. Костусев остаётся членом президиума политсовета Партии регионов.

### Парламент
В 1998 году Костусев был избран народным депутатом Украины III созыва по списку блока «СПУ-СелПУ». Вскоре он возглавил Следственную комиссию Верховной Рады для проверки деятельности Кабинета Министров по обеспечению населения Украины электроэнергией. Работа комиссии способствовала наведению порядка в отрасли, прекращению регулярных отключений от электроснабжения жилых кварталов.
В феврале 2000 года Костусев возглавил Комитет Верховной Рады по вопросам экономической политики, управления народным хозяйством, собственности и инвестиций.

### Антимонопольный Комитет
В июне 2001 года А. Костусев был назначен Председателем Антимонопольного комитета Украины (АМКУ), которым руководил на протяжении 7 лет. Среди достижений Комитета — налаживание системы перерасчётов за непредоставленные услуги тепло- и водоснабжения. За семь лет было возвращено более 3 миллиардов гривен. На две фирмы, установившие завышенные цены на бензин, наложены штрафы в 100 миллионов гривен. В 2003 году АМКУ обязал Одесский горисполком пересмотреть тарифы на услуги водоснабжения. Вследствии чего была исправлена проблема двухразовой оплаты потерь воды во внутридомовых сетях. В 2005 году на 17 миллионов гривен были оштрафованы пять фирм за сговор, которые привели к повышению цен на сахар. В 2007 году удалось сначала остановить рост, а после снизить цены на подсолнечное масло. Виновные фирмы выплатили штрафы по одному миллиону гривен. АМКУ заставил американскую компанию «Вестерн Юнион» в 4 раза снизить тарифы на денежные переводы из 10 стран, в которых находится большое количество граждан Украины . В 2004 году А. Костусев был избран председателем Межгосударственного совета по антимонопольной политике стран-членов СНГ. Он стал первым украинцем на этой должности. Ныне он является почётным председателем этого международного органа. Под руководством Костусева ОАО «Одессаоблэнерго» была оштрафована на 100 тысяч гривен за злоупотребление монопольным положением. В апреле 2010 года Верховная Рада Украины повторно утвердила А. Костусева на должность председателя Антимонопольного комитета Украины (АМКУ).

### Фонд имени Бориса Деревянко
В 1997 году, после убийства основателя и бессменного редактора газеты «Вечерняя Одесса» Бориса Деревянко, А. Костусев создал благотворительный фонд имени Б. Деревянко. На сегодняшний день (2013) А. Костусев является бессменным президентом Фонда. Много лет при Фонде работал телефон доверия. А также более 10 лет подряд Фонд проводит конкурс детского рисунка «Цвета Одессы».

### Религия
В 2005 году по благословению патриарха Московского и Всея Руси Алексия Второго и митрополита Киевского и Всея Украины Владимира А. Костусев привёз на Украину частицу мощей одного из самых почитаемых православных святых — Серафима Саровского. Святыня побывала в Харькове, Донецке, Днепропетровске, Симферополе и Одессе. За это время мощам поклонились более 1,5 миллионов паломников. После этого частица мощей была передана Киево-Печерской лавре.

### На должности городского головы Одессы
31 октября 2010 года А. Костусев выиграл выборы городского головы Одессы, опередив ближайшего соперника, действующего городского голову Эдуарда Гурвица, более чем на 20 % голосов.
Договор о работе компании «Ремондис Украина» по вывозу бытовых отходов с улиц Одессы был прекращён по инициативе органов местного самоуправления после того, как городским головой стал Алексей Костусев.
В феврале 2011 года Одесский городской совет принял решение о начислении надбавок к зарплате Костусева за выслугу лет и звания. Политические оппоненты заявляли, что Костусев по собственному желанию повысил себе зарплату на 105%. Алексей Костусев сообщил разоблачителям, что начисление надбавок предусмотрено действующим законодательством: «Я буду получать около 8 тыс. гривен, что на 3 тысячи больше, чем получал Гурвиц. Такая разница из-за того, что у меня 1 ранг госслужащего, больше выслуги лет, есть научная степень доктора наук и почетное звание заслуженного экономиста Украины» — сказал Костусев.
В марте 2011 года Городской совет принял решение об обязательном использовании копии красного Знамени Победы в дни воинской славы — 10 апреля и 9 мая. Накануне Дня освобождения Одессы (10 апреля) на улицах города появились поздравительные плакаты, заказанные городским советом. На плакатах оказалась фотография с изображением румынских солдат, расположившихся на парапете Приморского бульвара. Накануне самого праздника плакаты были удалены с улиц города. Репортаж об этом событии был показан на российском «Первом канале». Алексей Костусев ответил критикам: «Не надо искать проблем там, где их нет», — и добавил, что СССР воевал с нацистской Германией и Румынией, Одесса была оставлена советскими войсками, поэтому на плакате изображены исторические события, о которых необходимо помнить.
Советник Президента Украины Виктора Януковича Анна Герман критиковала Костусева за ведение делопроизводства Одесского Горсовета на русском языке .
31 октября 2013 года Алексей Костусев написал заявление о сложении полномочий Одесского городского головы. По существующей процедуре отставка была принята на внеочередной сессии Одесского городского совета 4 ноября 2013 года. Украинские эксперты и политики объясняли отставку городского головы тем, что руководители Украины и Партии регионов имели к Костусеву много претензий, в частности из-за его пророссийской позиции.
В феврале 2014 года, после смены власти в рамках политического кризиса, Алексей Костусев дал некоторые комментарии по поводу своей отставки: «Я подал в отставку, когда меня угрозами и давлением пытались заставить совершать подлости, в том числе уничтожать бизнес Игоря Маркова. Я не мог забрать кусок хлеба у семьи человека, с которым дружил, и ушёл с поста городского головы».

#### Языковая политика
Одним из первых решений А. Костусева было ведение заседаний органов местного самоуправления на русском языке, за что он был подвергнут критике оппозиционных сил.
В 2010 году городским советом была принята «Программа сохранения и развития русского языка», предусматривающая возможность документооборота на русском языке, возвращение русского языка в сферу кинопроката и средств массовой информации, а главное, в сферу образования.
Основным тезисом программы стало право учащихся на выбор языка обучения. За два года количество желающих обучаться на русском языке преодолело 50 % отметку, а с принятием Закона Украины «Об основах языковой политики» процесс принял необратимые формы.
При городском Совете работает комиссия, в состав которой входят депутаты и представители общественности, которая ведёт постоянный мониторинг темпов осуществления «Программы», оказывает помощь в обеспечении одесских школ учебными пособиями на русском языке, занимается организацией творческих конкурсов и праздников, направленных на популяризацию русского языка и сохранение традиционной культурной среды Одессы, а 6 июня, день рождения Александра Пушкина, стало общегородским праздником.
Во время его нахождения на посте в Одессе появилось пять скульптурных композиций. В Преображенском парке установлен памятный знак на месте могилы генерала Фёдора Радецкого – освободителя и народного героя Болгарии. На улице Жуковского – скульптура Исаака Бабеля, автора Одесских рассказов и «Конармии». У фасада Одесской киностудии — скульптура Владимира Высоцкого. В Суворовском районе — конная скульптура Александр Суворова. Восстановлена в первозданном виде Александровская колонна. Кроме самой колонны, восстановлен внешний исторический облик прилегающей территории (с фонарями бельгийского производства 1906 года), а также цветочная клумба с вензелями царя-освободителя.

#### Концепция развития, целевые программы
В концепции развития Одессы до 2022 года , разработанной Алексеем Костусевым, был предусмотрен ряд целевых программ. Это «Счастливое детство» — программа, направленная на развитие сети общеобразовательных школ и дошкольных учреждений. В сентябре 2012 года впервые за 20 лет был открыт детский сад, первый из пяти запланированных на текущий год. Строится новая школа. Программа «Чистая вода» направлена на обеспечение жителей города водой, пригодной для питья без дополнительной очистки.

#### Долгосрочная стратегия
Долгосрочная стратегия развития Одессы  Алексеем Костусевым предусматривала достижение пяти базовых целей:
Одесса — город, комфортный для жизни;
Одесса — чистый и зелёный город;
Одесса — самобытный город, с богатой историей и культурой;
Одесса — город, удобный для бизнеса и привлекательный для инвесторов;
Одесса — город, в котором жители доверяют городской власти.
Эти пять базовых целей формируют стратегическую цель развития города: «Одесса — город, в котором хочется жить».

## Критика
Самым громким скандалом, связанным с Алексеем Костусевым, стал арест его заместителя Николая Ильченко, по обвинению в получении взятки. Позже дело было закрыто, за отсутствием состава преступления, а Николай Ильченко назначен на должность первого заместителя городского головы.
После вручения Костусеву ордена Рождества Христова главный редактор газеты Одесского городского совета «Одесский вестник» Александр Каменный в своей авторской программе «КПП» на ТРК «Круг» заявил, что выделение перед этим 1 миллиона гривен на содержание Спасо-Преображенского кафедрального собора из городского бюджета являлось взяткой церкви за награду.

### Ущемление свободы слова
В 2009 году Гильдия собственных корреспондентов центральных и международных СМИ в Одессе «за активную позицию по нагнетанию конфликтной ситуации между Представительством по управлению коммунальной собственности Одесского горсовета и обществом с ограниченной ответственностью „Одесский городской телерадиоцентр“» присудила Костусеву ежегодную «антинаграду» Гильдии «Стоп-кран одесской журналистики».
В 2011 году Костусев получил от Гильдии «Стоп-кран» повторно «за активное личное участие в борьбе со свободой слова в Одессе, создание условий, препятствующих исполнению журналистами профессиональных обязанностей, и преследование оппозиционных СМИ». В том же году за «уничтожение и судебное преследование СМИ» он занял третье место в рейтинге врагов прессы по версии Независимого медиапрофсоюза и Института массовой информации.
В 2012 году «за весомый личный вклад в борьбу со свободой слова в Одессе, создание препятствий в исполнении профессиональных журналистских обязанностей, преследование оппозиционных СМИ» Алексей Костусев в третий раз получил «Стоп-кран одесской журналистики».

## Научные и литературные работы
Автор свыше 150 научных и учебно-методических работ, в частности, монографий «Политика и политология» (1998) и «Конкурентная политика на Украине» (2004), по которой обучаются студенты.
Автор историко-биографической книги «Однажды в Одессе» (2002). В ней освещены причины успешного развития Одессы в XIX веке и описаны основные вехи развития города от основания до начала XXI века. В 2010 году книга была экранизирована — по её сценарию был снят 20-серийный документальный фильм «Однажды в Одессе», который показали по телеканалам Украины.

## Награды
Полный кавалер ордена «За заслуги».
Полный кавалер награды Русской православной церкви — ордена святого Равноапостольного великого князя Владимира. Награждён орденом Преподобного Серафима Саровского I степени (2013).
Кавалер орденов Рождества Христова I степени и святого благоверного князя Ярослава Мудрого.